# Coisevaux
Coisevaux és un municipi francès situat al departament de l'Alt Saona i a la regió de Borgonya - Franc Comtat. L'any 2007 tenia 301 habitants.

## Demografia

### Població
El 2007 la població de fet de Coisevaux era de 301 persones. Hi havia 101 famílies, de les quals 18 eren unipersonals (14 homes vivint sols i 4 dones vivint soles), 29 parelles sense fills i 54 parelles amb fills.
La població ha evolucionat segons el següent gràfic:
Habitants censats

### Habitatges
El 2007 hi havia 110 habitatges, 104 eren l'habitatge principal de la família, 2 eren segones residències i 4 estaven desocupats. 109 eren cases i 1 era un apartament. Dels 104 habitatges principals, 95 estaven ocupats pels seus propietaris, 8 estaven llogats i ocupats pels llogaters i 1 estava cedit a títol gratuït; 1 tenia una cambra, 2 en tenien dues, 8 en tenien tres, 19 en tenien quatre i 74 en tenien cinc o més. 96 habitatges disposaven pel capbaix d'una plaça de pàrquing. A 23 habitatges hi havia un automòbil i a 77 n'hi havia dos o més.

### Piràmide de població
La piràmide de població per edats i sexe el 2009 era:
| Homes | Edats   | Dones |
| ----- | ------- | ----- |
| 0     | 95 o +  | 0     |
| 0     | 90 a 94 | 0     |
| 0     | 85 a 89 | 0     |
| 0     | 80 a 84 | 0     |
| 4     | 75 a 79 | 4     |
| 8     | 70 a 74 | 0     |
| 0     | 65 a 69 | 0     |
| 0     | 60 a 64 | 4     |
| 8     | 55 a 59 | 4     |
| 16    | 50 a 54 | 16    |
| 16    | 45 a 49 | 20    |
| 20    | 40 a 44 | 16    |
| 4     | 35 a 39 | 0     |
| 8     | 30 a 34 | 8     |
| 8     | 25 a 29 | 0     |
| 8     | 20 a 24 | 24    |
| 28    | 15 a 19 | 12    |
| 8     | 10 a 14 | 4     |
| 12    | 5 a 9   | 8     |
| 12    | 0 a 4   | 12    |

## Economia
El 2007 la població en edat de treballar era de 203 persones, 160 eren actives i 43 eren inactives. De les 160 persones actives 149 estaven ocupades (83 homes i 66 dones) i 9 estaven aturades (4 homes i 5 dones). De les 43 persones inactives 14 estaven jubilades, 13 estaven estudiant i 16 estaven classificades com a «altres inactius».

### Ingressos
El 2009 a Coisevaux hi havia 115 unitats fiscals que integraven 341 persones, la mediana anual d'ingressos fiscals per persona era de 21.073 €.

### Activitats econòmiques
Dels 6 establiments que hi havia el 2007, 2 eren d'empreses de construcció, 2 d'empreses de serveis i 2 d'empreses classificades com a «altres activitats de serveis».
Dels 3 establiments de servei als particulars que hi havia el 2009, 1 era un paleta, 1 guixaire pintor i 1 perruqueria.
L'any 2000 a Coisevaux hi havia 3 explotacions agrícoles.

## Equipaments sanitaris i escolars
El 2009 hi havia una escola elemental integrada dins d'un grup escolar amb les comunes properes formant una escola dispersa.

## Poblacions més properes
El següent diagrama mostra les poblacions més properes.